# Bill Murray
William James "Bill" Murray, född 21 september 1950 i Evanston, Illinois, är en amerikansk skådespelare, komiker och författare. Han anses vara en ikon i populärkulturen och är lika känd för sina komiska som sina dramatiska roller.
Murray har medverkat i filmer som Ghostbusters – Spökligan (1984), Måndag hela veckan (1993), Lost in Translation (2003) och St. Vincent (2014). Han har även medverkat i en lång rad av Wes Andersons filmer, som exempelvis Rushmore (1998). Han blev Oscarsnominerad för sin roll i Lost in Translation.

## Biografi

### Uppväxtår
Bill Murray föddes i Evanston i Illinois men växte upp i Wilmette i samma delstat. Han var det femte av nio barn till Edward J. Murray II och Lucille Collins. Murray hoppade av medicinstudierna vid Regis University i Denver i Colorado för att istället fullfölja sin komikerkarriär. För att ha råd med studierna jobbade han som golf caddie och han var sångare i ett band som hette Dutch Masters.

### Karriär
Murray startade sin karriär i Chicago som improvisationskomiker på klubben The Second City tillsammans med sin bror Brian Murray. Under tiden i Chicago arbetade han på pizzeriakedjan Little Caesar's tillsammans med den nu välkände kocken Kerry Simon. 1974 flyttade han till New York och blev genom John Belushi en del av The National Lampoon Radio Hour, som sändes på över 600 radiostationer mellan åren 1973 och 1975.
När radioprogrammet gjorde en off-Broadway uppsättning så blev han värvad till tv-stationen ABC och TV-programmet Saturday Night Live with Howard Cosell. Programmet lades ner efter bara en säsong. Men kanalen NBC hade samtidigt startat underhållningsprogrammet Saturday Night Live och där blev han en del av ensemblen från deras andra säsong och var kvar till 1980. Han blev snabbt en tittarfavorit och fick ett brett genombrott i USA.
Murray fick sin första filmroll i Knäppskallarna (1979) och porträtterade författaren Hunter S. Thompson i Where The Buffalo Roams (1980). Han var sedan med i en rad succéfilmer som Tom i bollen (1980), Lumparkompisar (1981) och Tootsie (1982). Den 1 februari 1982 var han med i det första programmet av NBC:s Late Night with David Letterman. När programmet 1993 flyttade till kanalen CBS och döptes om till Late Show with David Letterman var han också bland de första gästerna. Han var också bli den absolut sista gästen den 20 maj 2015 när David Letterman gick i pension.
Murray gick med på att spela Dr. Peter Venkman, en roll som först var skriven för John Belushi, i Ghostbusters – Spökligan (1984) för att finansiera sin egen något seriösare film han skrivit manus till, Den vassa eggen (1984). Filmbolaget hade krävt att han skulle ta den rollen om han ville få ut sin film. Ghostbusters blev det årets mest inkomstbringande film medan hans egen film Den vassa eggen floppade. Frustrerad över sin flopp drog sig Murray tillbaka från skådespelandet i fyra år, förutom en cameo i Little Shop of Horrors (1986). Han började istället studera filosofi och historia på Sorbonne universitetet i Paris och umgås mer med sin familj och fick en andra son, Luke.

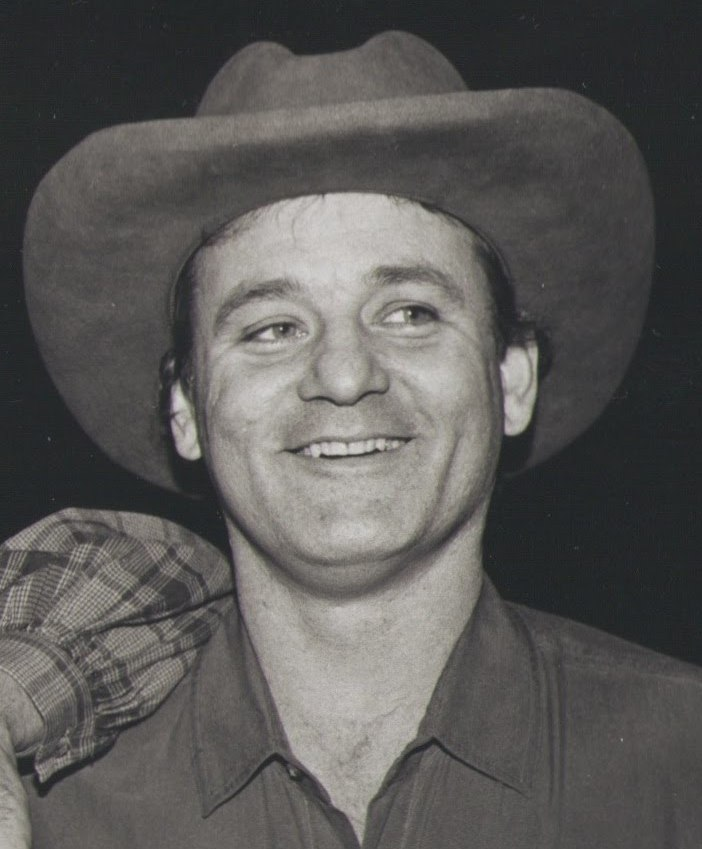
Bill Murray 1989.

Han återvände till rampljuset med Scrooged – spökenas hämnd (1988) och uppföljaren Ghostbusters 2 (1989). Han gav sig sedan på att regissera filmen Snabba pengar (1990) tillsammans med Howard Franklin. Det kom att bli den enda film han regisserade. Han medverkade sedan i de båda succéfilmerna Hur mår Bob? (1991) och Måndag hela veckan (1993). Den sistnämnda blev en stor framgång för Bill Murray och gjorde honom världsberömd. Den ledde också till att han fick större biroller som till exempel i Tim Burtons långfilm Ed Wood (1994), Kingpin (1996) och Space Jam (1996). Han fick senare en seriösare roll i Wes Andersons Rushmore (1998) där han blev hyllad och prisad för sin insats. Han fortsatte att spela seriösa dramaroller i Wild Things (1998), Cradle Will Rock (1999) och Hamlet (2000). Han arbetade återigen med Wes Anderson i The Royal Tenenbaums (2001).
Sofia Coppola skrev filmen Lost in Translation (2003) med Bill Murray i åtanke för huvudrollen. Filmen blev en enorm succé och hyllad av både tittare och kritiker. Murray mottog flera priser som en Golden Globe och en BAFTA. Han blev även Oscarsnominerad och var favorittippad men förlorade mot Sean Penn. Filmen vann dock en Oscar för bästa manus. Murray har sagt att rollen i Lost in Translation är hans favoritroll. Samma år hade han en kort cameo i Jim Jarmuschs Coffee and Cigarettes. År 2004 gjorde han både rösten åt katten Gustaf i den animerade Gustaf och återförenades med Wes Anderson en tredje gång i filmen Life Aquatic. För den sistnämnda blev han hyllad och filmen har fått kultstatus. Murray samarbetade sedan med Jim Jarmush en andra gång när han spelade huvudrollen i Broken Flowers (2005) och mottog god kritik för sin insats.
Murray gjorde sedan återigen rösten åt katten Gustaf i Gustaf 2 (2006) och syntes än en gång i en Wes Anderson-film, denna gång The Darjeeling Limited (2007) men bara som en cameo. Han medverkade sedan i Get Low (2009) med Robert Duvall. Samma år syntes han i zombiekomedin Zombieland och gjorde rösten i Wes Andersons stop motion-film Den fantastiska räven. Han var med i ytterligare en Anderson-film med Moonrise Kingdom (2012) som var både en tittarsuccé och kritikerrosad. 2016 placerade BBC filmen på plats 95 över de bästa filmerna på 2000-talet. Samma år medverkade han också i det historiska komedidramat Hyde Park on Hudson där han porträtterade Franklin D. Roosevelt. Murray blev hyllad och fick en Golden Globe-nominering för sin insats.
Murray var sedan en del av ensemblen i den George Clooney-regisserade krigsfilmen The Monuments Men (2014) och ensemblen i Wes Andersons The Grand Budapest Hotel (2014). Samma år medverkade han också i St. Vincent som han återigen blev Golden Globe-nominerad för. För sin roll i miniserien Olive Kitteridge, även det 2014, fick han Emmy Award. Han spelade sedan manager i Rock the Kasbah (2015), syntes i den romantiska komedin Aloha (2015) och gjorde rösten åt Baloo i spelfilmsversionen av Djungelboken (2016).
Trots sin bitterhet mot Ghostbustersfilmerna återvände han i remaken Ghostbusters (2016) när han förstod att han inte skulle spela sin gamla roll som Peter Venkman. Han ville också stötta sina kollegor och vänner Melissa McCarthy och Kate McKinnon när han istället spelade Martin Heiss, en cynisk spökförnekare. Murray sade när han var gäst hos Letterman att han kunde återvända som Venkman, om han dog i första bildrutan. Han återvände sedan till både en Wes Anderson-film som röst i Isle of Dogs (2018) och till en Jim Jarmush-film i The Dead Don't Die (2019). Han återvände även i en cameo i Zombieland: Double Tap (2019) och till en Sofia Coppola-film, On The Rocks (2020). Den sistnämnda blev han hyllad för och fick en Golden Globe-nominering. Ytterligare en Anderson-film blev det med The French Dispatch (2021) med en liten mindre roll. Han återvände sedan till sin roll som Peter Venkman i Ghostbusters: Afterlife (2021) och Ghostbusters: Frozen Empire (2024). Han har också spelat i Marvels universum i filmen Ant-Man and the Wasp: Quantumania (2023).

### Anseende och privatliv
Bill Murrays popularitet har bidragit till att han erhållit en ikonisk status i populärkulturen. Hans excentriska och cyniska humor, både i film och i privatlivet, har gjort honom populär. Han har en central plats i meme-kulturen i både böcker och på internet. Det faktum att Murray distanserar sig från Hollywood bidrar till mytbildningen. Han har till exempel varken en manager eller en agent vilket gör att regissörer och branschfolk får ringa till hans privata telefon och lämna meddelanden på telefonsvararen som lyssnas av väldigt sällan. Det har gjort att han nästan missat sina inspelningar som i till exempel Lost in Translation. Han missade också stora roller i Vem satte dit Roger Rabbit, Monsters Inc., The Squid and the Whale, Kalle och chokladfabriken (2005) och Little Miss Sunshine.
Tre av Bill Murrays åtta syskon är också skådespelare: John Murray, Joel Murray och Brian Doyle-Murray. Alla skådespelande bröderna agerade tillsammans i filmen Scrooged –spökenas hämnd (1988).
Bill Murray har sammanlagt sex söner från två äktenskap. 
Han har rykte om sig att ha varierat humör och varit svår att ha att göra med på somliga inspelningar. Det har gett honom smeknamnet The Murricane av Dan Aykroyd.
Bill Murray greps av svensk polis 2007 för att ha kört en golfbil berusad på Stureplan i Stockholm. 2008, i samband med skilsmässan från hans andra hustru Jennifer Butler, anklagade hon Murray för att ha slagit henne och att han dessutom skulle vara beroende av både alkohol och marijuana.

## Filmografi (i urval)

### Film
| År   | Titel                                         | Roll                  | Notering                    |
| ---- | --------------------------------------------- | --------------------- | --------------------------- |
| 1976 | Next Stop, Greenwich Village                  | Nick Kessel           | Okrediterad                 |
| 1978 | All You Need Is Cash                          | Bill Murray the K     | Tv-film                     |
| 1979 | Klantskallarna                                | Tripper Harrison      |                             |
| 1979 | Mr. Mike's Mondo Video                        | Man på gatan          |                             |
| 1979 | Tarzoon: Shame of the Jungle                  | Reporter              | Röstroll                    |
| 1980 | Where the Buffalo Roam                        | Hunter S. Thompson    |                             |
| 1980 | Tom i bollen                                  | Carl Spackler         |                             |
| 1980 | Loose Shoes                                   | Lefty Schwartz        |                             |
| 1981 | Lumparkompisar                                | John Winger           |                             |
| 1982 | Tootsie                                       | Jeff Slater           |                             |
| 1984 | Ghostbusters – Spökligan                      | Dr. Peter Venkman     |                             |
| 1984 | Nothing Lasts Forever                         | Ted Breughel          |                             |
| 1984 | Den vassa eggen                               | Larry Darrel          | Även manus                  |
| 1986 | Little Shop of Horrors                        | Arthur Denton         |                             |
| 1988 | She's Having a Baby                           | Sig själv             | Cameo                       |
| 1988 | Scrooged – spökenas hämnd                     | Francis Xavier Cross  |                             |
| 1989 | Ghostbusters 2                                | Dr. Peter Venkman     |                             |
| 1990 | Snabba pengar                                 | Grimm                 | Även regissör och producent |
| 1991 | Hur mår Bob?                                  | Bob Wiley             |                             |
| 1993 | Måndag hela veckan                            | Phil Connors          |                             |
| 1993 | Mad Dog och Glory                             | Frank Milo            |                             |
| 1994 | Ed Wood                                       | Bunny Breckinridge    |                             |
| 1996 | Kingpin                                       | Ernie McCracken       |                             |
| 1996 | Larger Than Life                              | Jack Corcoran         |                             |
| 1996 | Space Jam                                     | Sig själv             |                             |
| 1997 | Mannen som visste för lite                    | Wallace Ritchie       |                             |
| 1998 | Wild Things                                   | Kenneth Bowden        |                             |
| 1998 | With Friends Like These...                    | Maurice Melnick       |                             |
| 1998 | Rushmore                                      | Herman Blume          |                             |
| 1999 | Cradle Will Rock                              | Tommy Crickshaw       |                             |
| 2000 | Charlies änglar                               | John Bosley           |                             |
| 2000 | Hamlet                                        | Polonius              |                             |
| 2001 | Osmosis Jones                                 | Frank Detorre         |                             |
| 2001 | På tal om sex                                 | Ezri Stovall          |                             |
| 2001 | The Royal Tenenbaums                          | Raleigh St. Clair     |                             |
| 2003 | Lost in Translation                           | Bob Harris            |                             |
| 2003 | Coffee and Cigarettes                         | Sig själv             | Segment: "Delirium"         |
| 2004 | Gustaf                                        | Katten Gustaf         | Röstroll                    |
| 2004 | The Life Aquatic with Steve Zissou            | Steve Zissou          |                             |
| 2005 | Broken Flowers                                | Don Johnston          |                             |
| 2005 | The Lost City                                 | The Writer            |                             |
| 2006 | Gustaf 2                                      | Katten Gustaf         | Röstroll                    |
| 2007 | The Darjeeling Limited                        | Affärsman             | Cameo                       |
| 2008 | Get Smart                                     | Agent 13              | Cameo                       |
| 2008 | City of Ember                                 | Borgmästare Cole      |                             |
| 2009 | The Limits of Control                         | American              |                             |
| 2009 | Den fantastiska räven                         | Clive Badger          | Röstroll                    |
| 2009 | Zombieland                                    | Sig själv             | Cameo                       |
| 2009 | Get Low                                       | Frank Quinn           |                             |
| 2011 | Passion Play                                  | Happy Shannon         |                             |
| 2012 | Moonrise Kingdom                              | Mr. Bishop            |                             |
| 2012 | A Glimpse Inside the Mind of Charles Swan III | Saul                  |                             |
| 2012 | Hyde Park on Hudson                           | Franklin D. Roosevelt |                             |
| 2014 | The Monuments Men                             | Richard Campbell      |                             |
| 2014 | The Grand Budapest Hotel                      | M. Ivan               |                             |
| 2014 | St. Vincent                                   | Vincent MacKenna      |                             |
| 2014 | Dum & dummare 2                               | Ice Pick              | Cameo                       |
| 2015 | Aloha                                         | Carson Welch          |                             |
| 2015 | Rock the Kasbah                               | Richie Lanz           |                             |
| 2016 | Djungelboken                                  | Baloo                 | Röstroll                    |
| 2016 | Ghostbusters                                  | Martin Heiss          |                             |
| 2018 | Isle of Dogs                                  | Boss                  | Röstroll                    |
| 2019 | The Dead Don't Die                            | Cliff Robertson       |                             |
| 2019 | Zombieland: Double Tap                        | Sig själv             | Cameo                       |
| 2020 | On the Rocks                                  | Felix Keane           |                             |
| 2021 | The French Dispatch                           | Arthur Howitzer Jr.   |                             |
| 2021 | Ghostbusters: Afterlife                       | Dr. Peter Venkman     |                             |
| 2022 | The Greatest Beer Run Ever                    | The Colonel           |                             |
| 2023 | Ant-Man and the Wasp: Quantumania             | Lord Krylar           |                             |
| 2024 | Ghostbusters: Frozen Empire                   | Dr. Peter Venkman     |                             |

### TV
| År        | Titel                                               | Roll                  | Notering                                 |
| --------- | --------------------------------------------------- | --------------------- | ---------------------------------------- |
| 1975      | Saturday Night Live with Howard Cossell             | Olika roller          | Även manus                               |
| 1977-1980 | Saturday Night Live                                 | Olika roller          | 72 avsnitt, även manus                   |
| 1981      | Saturday Night Live                                 | Värd                  | Avsnitt: "Bill Murray/Dilbert McClinton" |
| 1981      | Saturday Night Live                                 | Värd                  | Avsnitt: "Bill Murray/The Spinners"      |
| 1982      | The Rodney Dangerfield Show: It's Not Easy Bein' Me | Olika roller          | TV-special                               |
| 1982      | Second City Television                              | Olika roller          | 3 avsnitt                                |
| 1983      | Square Pegs                                         | Lärare                | Avsnitt: "No Substitutions"              |
| 1987      | Saturday Night Live                                 | Värd                  | Avsnitt: "Bill Murray/Percy Sledge"      |
| 1993      | Saturday Night Live                                 | Värd                  | Avsnitt: "Bill Murray/Sting"             |
| 1999      | Saturday Night Live                                 | Värd                  | Avsnitt: "Bill Murray/Lucinda Williams"  |
| 1999      | Saturday Night Live                                 | Sig själv             | Avsnitt: "25th Anniversary Special"      |
| 2002      | The Sweet Spot                                      | Sig själv             | 6 avsnitt                                |
| 2013-2014 | Alpha House                                         | Senator Vernon Smits  | 3 avsnitt                                |
| 2014      | Olive Kitteridge                                    | Jack Kennison         | 2 avsnitt                                |
| 2015      | Saturday Night Live                                 | Sig själv             | Avsnitt: "40th Anniversary Special"      |
| 2015      | Parks and Recreation                                | Borgmästare Gunderson | Avsnitt: "Two Funerals"                  |
| 2015      | A Very Murray Christmas                             | Sig själv             | TV-special, även manus och producent     |
| 2016      | Angie Tribeca                                       | Vic Deakins           | Avsnitt: "Tribeca's Day Off"             |
| 2016      | Vice Principals                                     | Rektor Welles         | Avsnitt: "The Principal"                 |
| 2016      | 17th Mark Twain Prize for American Humor            | Sig själv             | TV-special                               |
| 2017-2018 | Bill Murray & Brian Doyle-Murray's Extra Innings    | Värd                  | 10 avsnitt                               |
| 2018      | Saturday Night Live                                 | Steve Bannon          | Avsnitt: "Sam Rockwell/Halsey"           |
| 2021      | The Now                                             | Dr. Robert Flaherty   | 5 avsnitt                                |